# Evelyn Thomas

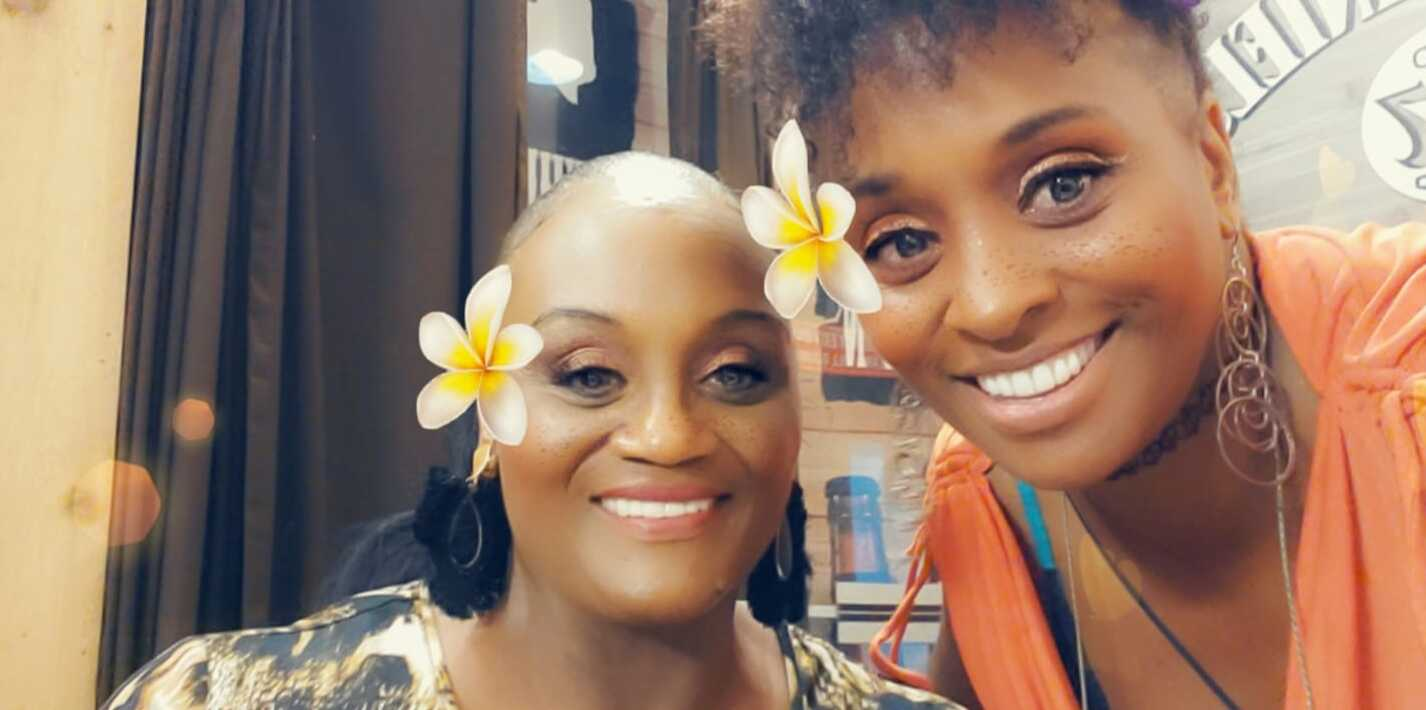
Evelyn Thomas met dochter in 2023

Evelyn Thomas, geboren als Ellen Lucille Thomas (Chicago, 22 augustus 1953 – Port Charlotte (Florida), 21 juli 2024) was een Amerikaanse zangeres. Het meest bekend werd ze met het dans- en disconummer High Energy dat in Nederland in 1984 op de 3e plaats in de Nederlandse Top 40 stond. Andere nummers waren onder meer WeakSpot, Doomsday, Masquerade en Reflections.

## Levensloop
Thomas groeide op aan de zuidkant van Chicago, waar ze begon te zingen in een kerk. Ze vond inspiratie in de Motown-sterren, vooral in de diva's en meidengroepen. Nadat ze haar school had afgerond, had ze aanvankelijk een kantoorbaan en volgde ze acteerlessen. In 1974 ging Thomas naar New York om zich aan te melden als zangeres op een nieuwe Broadway-show. Als lid van het koor trad ze tot 1975 verschillende keren op en was ze te horen op The Wiz, het album van de originele line-up voor de gelijknamige show. Terug in Chicago werd ze ontdekt door de Britse dj en muziekproducent Ian Levine, die naar de Verenigde Staten was gekomen om talent te zoeken voor zijn nieuw opgerichte productiebedrijf Voltafine.
Levin produceerde Thomas eerste single, Weak Spot, met Danny Leake en arrangeur Paul Wilson. In Verenigd koninkrijk steeg het nummer tot nummer 26 in de hitlijsten in januari 1976 en er werden in totaal 70.000 exemplaren verkocht. De single Doomsday bereikte drie maanden later nummer 41 in het Verenigd Koninkrijk. Dit werd gevolgd door de singles Love’s Not Just an Illusion en My Head’s in the Stars, die hitlijsten misten. Toen Thomas in 1977 nog steeds geen hit kon scoren in de Verenigde Staten, bracht Levin haar naar het Verenigd Koninkrijk, waar hij samen met zijn nieuwe partner Fiachra Trench, aan nieuwe titels voor Thomas werkte. Het album I Wanna Make It on My Own werd uitgebracht in 1978.
De volgende producties met Thomas werden pas vijf jaar later gemaakt. Begin 1984 kwam de hit High Energy uit, in de muziekstijl die Hi-NRG heette. Het nummer werd een wereldwijd succes. Alleen in de Verenigde Staten bleef het commerciële succes matig met plaats 85 in de Billboard Hot 100. Een paar weken later bereikte de single Masquerade alleen de hitlijsten in Duitsland en het Verenigd Koninkrijk. Ondanks verschillende publicaties keerde Thomas niet terug naar de hitlijsten. In 1985 had ze nog een klein succes in de Billboard dance charts met haar coverversie van The Supremes-klassieker Reflections.
Thomas overleed in juli 2024 op 70-jarige leeftijd.

## Discografie

### Albums
| Jaar | Titel                      | Opmerkingen   |
| ---- | -------------------------- | ------------- |
| 1978 | I Wanna Make It on My Own  |               |
| 1979 | Have a Little Faith in Me  |               |
| 1984 | High Energy                |               |
| 1986 | Standing at the Crossroads |               |
| 1991 | The Best of Evelyn Thomas  | verzamelalbum |
| 1999 | Greatest Hits              | verzamelalbum |

### Singles
| Jaar | Titel                          | Opmerkingen                |
| ---- | ------------------------------ | -------------------------- |
| 1976 | Weak Spot                      |                            |
| 1976 | Doomsday                       |                            |
| 1976 | Love's Not Just an Illusion    |                            |
| 1977 | My Head's in the Stars         |                            |
| 1978 | Thanks for Being There         |                            |
| 1979 | Have a Little Faith in Me      |                            |
| 1984 | High Energy                    |                            |
| 1984 | Masquerade                     |                            |
| 1984 | Heartless                      |                            |
| 1985 | Sorry Wrong Number             |                            |
| 1985 | Cold Shoulder                  |                            |
| 1985 | Reflections                    |                            |
| 1986 | How Many Hearts                |                            |
| 1986 | Tightrope                      |                            |
| 1987 | Standing at the Crossroads     |                            |
| 1987 | No Win Situation               |                            |
| 1987 | Summer on the Beach            |                            |
| 1987 | High Voltage                   |                            |
| 1988 | Only Once in a Lifetime        |                            |
| 1988 | Sleaze                         |                            |
| 1989 | This Is Madness                |                            |
| 1989 | High Energy (Acid House Remix) |                            |
| 1993 | Move Your Body                 |                            |
| 1994 | One World                      |                            |
| 1998 | Please Don't Let Me Go         |                            |
| 2003 | High Energy                    | Axwell feat. Evelyn Thomas |
| 2008 | Stick to the Plan              |                            |

## Hitnoteringen in Nederland en België

### Singles
| Single met eventuele hitnotering(en) in de Nederlandse Top 40 | Datum van verschijnen | Datum van binnenkomst | Hoogste positie | Aantal weken | Opmerkingen                 |
| ------------------------------------------------------------- | --------------------- | --------------------- | --------------- | ------------ | --------------------------- |
| High Energy                                                   | 1984                  | 04-08-1984            | 3               | 10           | nr. 8 in de Single Top 100  |
| High Energy (Acid House Remix)                                | 1989                  | 06-05-1989            | tip6            | -            | nr. 37 in de Single Top 100 |

| Single met hitnotering(en) in de Vlaamse Ultratop 50 | Datum van verschijnen | Datum van binnenkomst | Hoogste positie | Aantal weken | Opmerkingen |
| ---------------------------------------------------- | --------------------- | --------------------- | --------------- | ------------ | ----------- |
| High Energy                                          | 1984                  | 16-06-1984            | 7               | 18           |             |

- Bibliothèque nationale de France: cb139752668 (data)
- Gemeinsame Normdatei: 134538854
- International Standard Name Identifier: 0000 0000 7367 3442
- Library of Congress Control Number: n95111203
- MusicBrainz: 581d0ede-1cc9-4457-91f0-a5df738e9a31
- Nationale Bibliotheek van Israël: 987007281547505171
- Nederlandse Thesaurus van Auteursnamen: 070699291
- Système universitaire de documentation: 167911724
- Virtual International Authority File: 100318122
- WorldCat: E39PBJckMCJgYQgWr37tFTGbVC